# 로이드 에이버리 2세
로이드 에이버리 2세(Lloyd Avery II, 1969년 6월 21일 ~ 2005년 9월 4일)는 미국의 배우, 영화배우, 텔레비전 배우이다.
로스앤젤레스에서 태어났으며 크레센트시티에서 사망하였다.

## 영화
- 돈 비 어 메니스 투 사우스 센트럴 와일 드링킹 유어 쥬스 인 더 후드 (1996년)
- 포이틱 저스티스 (1993년)
- 보이즈 앤 후드 (1991년)